# Уту-Хенгал
Уту-Хенгал је био један од првих сумерских владара након вишедеценијске владавине Гута. Према доњој хронологији, владао је у периоду 2055–2048. п. н. е.

## Владавина
Уту-Хенгал је био једини владар Пете династије Урука. Након протеривања Гута, прогласио је себе краљем Сумера. Ур-Наму је владао као намесник краља Уту-Хенгала. Није могуће тачно утврдити време када се Ур-Наму одметнуо од Уту-Хенгала и основао Трећу династију Ура. Међутим, уручка династија је свакако настала пре 2104. године п. н. е. (између 2112. и 2104. п. н. е. по средњој хронологији). Ур-Наму је раније морао успоставити своју власт како би 2104. године успео збацити Уту-Хенгала са престола.